# Action Taimanin
Action Taimanin (アクション対魔忍?) es un videojuego gacha, de rol de acción en 3D desarrollado y publicado por Gremory Games en dispositivos móviles y luego adaptado a Windows por Lilith e Infini-Brain.

## Argumento
El juego tiene lugar en un futuro alternativo de Japón. Los demonios han cruzado desde el lado oscuro, rompiendo las reglas de no interferir en el mundo humano. La regla ahora queda obsoleta y se desata una guerra entre humanos y demonios. A medida que la lucha continúa, los sindicatos del crimen se están aprovechando del caos para ascender en el poder. El gobierno estableció una organización ninja llamada «Taimanins» para luchar contra los demonios.

## Jugabilidad
Action Taimanin cuenta con múltiples modos de juego. La misión principal comienza con la recuperación de un arma biológica robada de una base de UFS. El modo Time Attack hace que los jugadores compitan contra el reloj y otros jugadores para intentar obtener la calificación más alta. El modo especial es una carrera de vehículos para evitar obstáculos y llegar a la meta.
Al completar diferentes modos y entrenamientos, los jugadores pueden desbloquear atuendos adicionales para sus personajes favoritos. Los personajes de apoyo también están disponibles para ayudar con diversas habilidades. La vinculación con los personajes de apoyo desbloqueará eventos recuentos de la vida.

## Personajes
En Action Taimanin, el jugador toma el rol de Fuuma Kotarou (ふうま 小太郎?), el nuevo capitán de la Taimanin Task Force. Durante el transcurso del juego, Kotarou reclutará miembros jugables y no jugables para su unidad de comando. Los personajes jugables se pueden obtener directamente con cristales mientras que los Asistentes pueden ser adquiridos solo vía gacha. La siguiente es una lista de personajes jugables y no cubre los Asistentes del juego. Desde la apertura del servidor global, un nuevo personaje jugable es añadido al juego cada 2 meses.
- Igawa Asagi (井河アサギ?)  Seiyū: Sayumi Watabe
- Igawa Sakura (井河さくら?)  Seiyū: Haato Satoyama
- Mizuki Yukikaze (水城ゆきかぜ?)  Seiyū: Yui Kanbe
- Akiyama Rinko (秋山凜子?)  Seiyū: Hana Satomi
- Mizuki Shiranui (水城不知火?)  Seiyū: Harumi Asai
- Emily Simmons (エミリー・シモンズ?)  Seiyū: Saki Minami
- Yatsu Murasaki (八津紫?)  Seiyū: Nami Nakano
- Su Jinglei (スウ・ジンレイ?)  Seiyū: Marina Inoue
- Shinganji Kurenai (心願寺紅?)  Seiyū: Nanae Sakurai
- Oboro (朧?)  Seiyū: Hyo-sei
- Koukawa Asuka (甲河アスカ?)  Seiyū: Juri Nagatsuma
- Onisaki Kirara (鬼崎きらら?)  Seiyū: Satomi Akesaka
- Ingrid (イングリット?)  Seiyū: Sayaka Kinoshita
- Noah Brown (ノア・ブラウン?)  Seiyū: Aoi Koga
- Astaroth (アスタロト?)  Seiyū: Misa Ishii
- Fuuma Tokiko (ふうま時子?)  Seiyū: Ayaka Shimizu
- Kousaka Shizuru (高坂静流?)  Seiyū: Yū Serizawa
- Felicia (フェリシア?)  Seiyū: Arisa Date
- Kamimura Maika (神村舞華?)  Seiyū: Megumi Toyoguchi
- Uehara Rin (上原燐?)  Seiyū: Yukako Kiuchi
- Kannazuki Sora (神無月空?)  Seiyū: Saya Aizawa
- Annerose Vajra (アンネローゼ・ヴァジュラ?)  Seiyū: Hikaru Aoi
- Momochi Nagi (桃知凪?)  Seiyū: Himika Akaneya
- Aina Winchester (アイナ・ウィンチェスター?)  Seiyū: Asami Sanada
- Fuuma Saika (ふうま災禍?)  Seiyū: Wada Yuina
- Amamiya Shisui (天宮紫水?)  Seiyū: Aoi Koga
- Eleonor (エレオノール?)  Seiyū: Okamoto Rie
- Aishu Hebiko (相州蛇子?)  Seiyū: Mai Fuchigami
- Spinel (スピネル?)  Seiyū: Hiromi Igarashi
- Lina (リーナ?)  Seiyū: Yūki Kuwahara
- Lapis (ラピス?)  Seiyū: Yurina Amami
- Phantasma (ファンタスマ?)  Seiyū: Sekita Iori
- Francis (フランシス?)  Seiyū: Chiyoko Suama
- Inage Natsu (稲毛夏?)  Seiyū: Tsurumaki Chitose
- Kichi Azusa (鬼壱あずさ?)  Seiyū: Okudera Kasumi
- Ragnarok (ラグナロク?)  Seiyū: Okudera Kasumi
- Mirabell Bell (ミラベル・ベル?)  Seiyū: Ren Mukai
- Lan Xiang (ラン・シアーン?)  Seiyū: Rena Maeda

## Presentación
Action Taimanin se anunció en el Tokyo Game Show de 2019 como un juego 3D para todas las edades ambientado en el universo de Taimanin. Los personajes jugables iniciales revelados fueron Igawa Asagi, Igawa Sakura y Mizuki Yukikaze.

## Lanzamiento
Poco después del lanzamiento japonés, los usuarios notaron que se usaba una versión remezclada de «Snowblind» del músico estadounidense Au5 en el juego, pero que el artista no estaba acreditado. Gremory Games luego emitió una disculpa por la infracción de derechos de autor y tomaría medidas para evitar situaciones similares en el futuro.
En septiembre de 2020, se anunció que Action Taimanin se lanzaría a nivel mundial para PC en Steam, así como en dispositivos iOS y Android.
El 4 de mayo de 2021, el servidor japonés y el global se fusionaron, convirtiéndose en un único servidor global. El cierre del servidor japonés se realizó el 27 de julio.

## Recepción y crítica
Marcus Orchard de Sequential Planet halagó las imágenes y el rendimiento del juego, además de ser compatible con F2P. Sin embargo, criticó el sistema de resistencia, el combate y la variedad de enemigos. Iyane Agossah de DualShockers incluyó a Action Taimanin en sus «10 mejores juegos de 2020», elogiando la historia del juego y calificándolo de «sorprendentemente bueno y rebuscado». Sin embargo, criticó la monetización agresiva y el juego repetitivo.